# Boek (klederdracht)

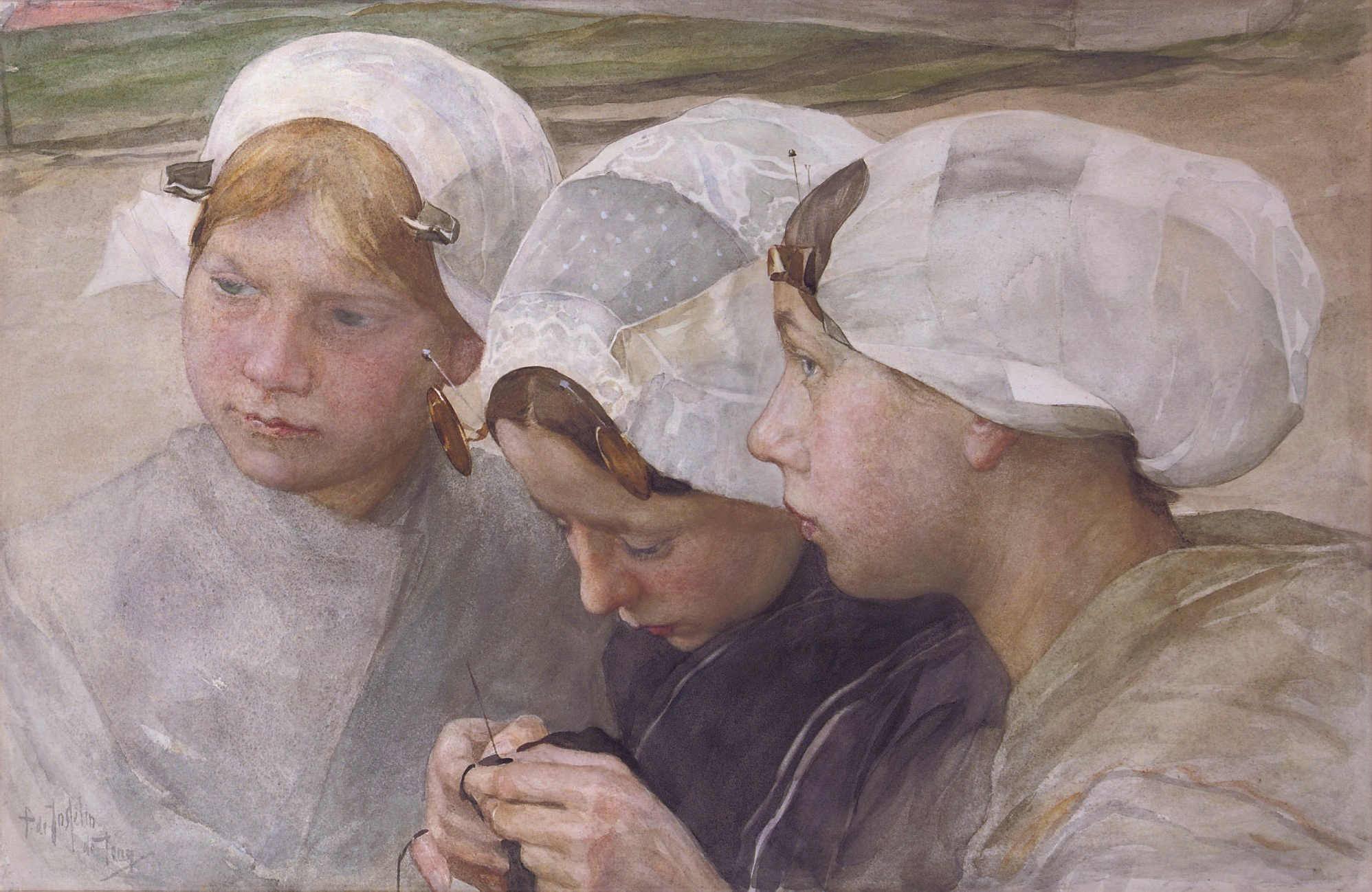
Drie meisjes in klederdracht met boeken, volgens de Scheveningse klederdracht

Boeken zijn gouden filigreine versieringen en onderdeel van de hoofdijzers die op de kanten kappen van Oud-Nederlandse klederdrachten in onder andere Friesland en Zuid-Holland werden gedragen. Deze kostbare attributen behoorden tot de dagelijkse klederdracht. De vorm en de motieven waarmee de boeken versierd zijn kunnen variëren: er zijn bloemmotieven, maar ook een complete hoorn des overvloeds.
In sommige streken droegen de vrouwen in plaats van boeken gouden spiralen, waarbij de meer welgestelde dames één krul meer lieten aanbrengen dan hun minder rijke plaatsgenoten.